# Mustafa Olpak
Mustafa Olpak (1953 in Ayvalık, Türkei – 3. Oktober 2016 in İzmir) war ein afro-türkischer Steinmetz, Buchautor und Aktivist.
Olpak wurde bekannt durch die Veröffentlichung der Biografie seines Großvaters, der Ende des 19. Jahrhunderts als Sklave aus Kenia in das damals osmanische Kreta verkauft worden war und sich nach seiner Freilassung in der Türkei niederließ. Sein Buch machte die Gemeinschaft der Afro-Türken und die Tatsache, dass es auch im Osmanischen Reich afrikanische Sklaven gegeben hatte, innerhalb der Türkei bekannter. Später veröffentlichte er ein weiteres Buch. Unter seiner Beteiligung entstand auch der Film Baa Baa Black Girl über seine Familiengeschichte, der 2007 bei einem Filmfestival in Sansibar ausgezeichnet wurde.
2006 gründete Olpak in Ayvalık einen Verein für Afro-Türken. Von Beruf war er Steinmetz.
Am 3. Oktober 2016 starb Olpak an Herzversagen.

## Werke
- Kenya-Girit-İstanbul: Köle Kıyısından İnsan Biyografileri, Istanbul 2005 (2006 als Biographie d'une famille d'esclaves: Kenya-Crète-Istanbul in französischer Übersetzung erschienen)